# Анна Доротея фон Йотинген-Йотинген
Анна Доротея фон Йотинген-Йотинген (на немски: Anna Dorothea von Oettingen-Oettingen; * 18/28 май 1563, Мансфелд; † сл. 1614) е графиня от Йотинген-Йотинген-Харбург в Швабия, Бавария, и чрез женитба фрайхер на Хофкирхен, Долна Бавария.

## Произход
Тя е дъщеря на граф Лудвиг XVI фон Йотинген-Йотинген (1508 – 1569) и втората му съпруга Сузана фон Мансфелд-Хинтерорт († 1565), дъщеря на граф Албрехт VII фон Мансфелд-Хинтерорт († 1560) и графиня Анна фон Хонщайн-Клетенберг († 1559).
През 1569 г. баща ѝ Лудвиг XVI фон Йотинген се жени трети път за Клаудия фон Хоенфелс († 1582).

## Фамилия
Анна Доротея фон Йотинген-Йотинген се омъжва 1582 г. за австрийски благородник фрайхер Волфганг фон Хофкирхен († 11 юли 1611, Прага), протестантски племенен политик и щатхалтер на Долна Австрия, най-големият син на австрийския фелдмаршал фрайхер Волфганг фон Хофкирхен († 1584) и Ева Пьогл (Бегл) († пр. 1591), фрайин фон Райфенщайн. Те имат дванадесет деца, повечето от които умират като деца:
- Ханс Лудвиг († сл. 1619), следва от 1600 г. в Тюбинген
- Албрехт († 1633), следва от 1600 г. в Тюбинген, императорски обристлейтенант, екзекутиран от Валенщайн
- Ева (* ок. 1583; † сл. 1603)
- Сузана (* ок. 1585; † сл. 1603)
- Лоренц IV (* ок. 1606; † началото на 1656), генерал-майор на Курфюрство Саксония. Получава 1632 г. от Густав II Адолф графството Йотинген-Валерщайн и се бие през 1632 г. на шведска страна, женен на 8 декември 1633 г. за Агата фон Йотинген-Йотинген (1610 – 1680).[3]